# Aulacoserica soror
Aulacoserica soror är en skalbaggsart som beskrevs av Louis Burgeon 1943. Aulacoserica soror ingår i släktet Aulacoserica och familjen Melolonthidae. Inga underarter finns listade.